# Palmiste (Couva-Tabaquite-Talparo)
Palmiste es una localidad de Trinidad y Tobago, que forma parte de la región de Couva-Tabaquite-Talparo.

## Geografía
La localidad abarca parte de la isla Trinidad y limita al norte con Longdenville y Ravine Sable, al sur y oeste con Carlsen Field y al este con Todd's Road.

## Demografía
Datos demográficos de la localidad de Palmiste:
| Gráfica de evolución demográfica de Palmiste entre 2000 y 2011 |
|                                                                |